# Bernard Delfgaauw
Bernardus Maria Ignatius "Bernard" Delfgaauw (Ámsterdam, 24 de noviembre de 1912-Haren, 20 de agosto de 1993) fue un filósofo neerlandés.

## Biografía
Estudió lengua neerlandesa, y la filosofía (tomista) en la Universidad de Ámsterdam. En 1947 obtuvo su doctorado en filosofía. En 1961 llegó a ser profesor de filosofía en la Universidad de Groningen.
Durante la guerra de Vietnam fue proscrito legalmente tras decir en los Países Bajos que el presidente Johnson era un asesino. En 1967 Bernard Delfgaauw dijo en un simposio: «Medido según los criterios utilizados en Núremberg y Tokio, Johnson, sus miembros de personal y generales son criminales de guerra».

## Obra
- Nut en methode van Ruusbroec-vertaling, in "Annuarium der Roomsch-Katholieke Studenten in Nederland", jaargang 1937.
- Het spiritualistisch existentialisme van Louis Lavelle, proefschrift Universiteit van Amsterdam, Noord-Hollandsche Uitgeversmaatschappij, 1947.
- Wat is existentialisme?, Amsterdam, Noord-Hollandsche Uitgeversmaatschappij, 1948.
- Heidegger en Sartre, in "Tijdschrift voor philosophie", jaargang 1948.
- Vrijheid van denken, in "Kultuurleven", jaargang 1949, aflevering 2.
- Beknopte geschiedenis van de wijsbegeerte, Amsterdam, Het Wereldvenster, 1951.
- Waarom philosophie?, Amsterdam, Van der Peet, 1954.
- De wijsbegeerte van de 20e eeuw, Baarn, Het Wereldvenster, 1957.
- Teilhard de Chardin, Baarn, Het Wereldvenster, 1961.
- Geschiedenis en vooruitgang, Baarn, Het Wereldvenster, 1961.
- De jonge Marx, Baarn, Het Wereldvenster, 1962.
- Filosofische geschriften: Rudolf Eucken, Henri Bergson, Bertrand Russell, (inl. door R.F. Beerling en Delfgaauw), Hasselt, Heideland, 1963.
- Aspecten van de Koude Oorlog, met bijdragen van Delfgaauw, Assen, Van Gorcum, 1964.
- Over de schreef : christendom en humanisme, communisme en democratie, Baarn, Het Wereldvenster, 1964.
- Evolutie en de filosofie, de biologie, de kosmos, coauteur, Utrecht, Het Spectrum, 1967.
- Sexualiteit, pauselijk gezag, geweten, Baarn, Het Wereldvenster, 1969.
- Problemen en stromingen in de hedendaagse filosofie, in "Kultuurleven", jaargang 1972, p. 284 t/m 288.
- Vietnam: zijn verdragen vodjes papier?, Baarn, Het Wereldvenster, 1975, ISBN 9029307463.
- Wat is existentialisme? Kierkegaard, Marcel, Jaspers, Heidegger, Sartre, Baarn, Het Wereldvenster, 1977, ISBN 9029306165.
- Thomas van Aquino : een kritische benadering van zijn filosofie, Bussum, Het Wereldvenster, 1980, ISBN 9029397314.
- Autobiografie, in "De filosofie van Benard Delfgaauw", Bussum, Het Wereldvenster, 1982, ISBN 9029306297.
- Filosofie van de grammatica, Houten, Het Wereldvenster, 1984.
- De wijsgerige Thomas : terugblik op het neothomisme, Baarn, Ambo, 1984.
- Thomas van Aquino : de wereld van een middeleeuws denker, Kampen, Kok, 1985.
- Philosophische Rede vom Menschen : Studien zur Anthropologie Helmuth Plessners (uitgegeven m.m.v. Delfgaauw), Frankfurt a.M., Lang, 1986.
- De nucleaire dreiging : er is geen weg naar vrede, vrede is de weg, red. met H. Grond, Kampen, Kok Agora, 1985.
- Van Descartes naar Kant, Kampen, Kok Agora, 1987.
- Filosofie als drijfzand : open brief aan Frits Staal, Kampen, Kok Agora, 1987.
- De (on)redelijkheid van het geloof : briefwisseling over een oude kwestie, Kampen, Kok Agora, 1987.
- Terug naar de werkelijkheid, Kampen, Kok Agora, 1988.
- Plicht en geluk, Kampen, Kok Agora, 1989.
- Kierkegaard en de twintigste eeuw, Kampen, Kok Agora, 1989.
- Zoeken naar het vaste punt, Kampen, Kok Agora, 1990.
- Filosofie van de vervreemding: als vervreemding van de filosofie, Kampen, Kok Agora, 4 delen, 1987-1990.
- De mens en zijn rechten : een wijsgerige benadering van de Universele Verklaring van de Rechten van de Mens, Kampen, Kok Agora, 1993.

Traducciones.
- Thomas van Aquino: Over het zijnde en het wezen, Kampen, Kok, 1986;
- Immanuel Kant: De eeuwige vrede, Kampen, Kok, 1986;
- Immanuel Kant: Over de gemeenplaats: dat kan in theorie wel juist zijn, maar deugt niet voor de praktijk, Kampen, Kok, 1987;
- Immanuel Kant: Wat is Verlichting?, Kampen, Kok, 1988;
- Immanuel Kant: De idee der geschiedenis, Kampen, Kok, 1988.

Sobre Bernard Delfgaauw
- De filosofie van Bernard Delfgaauw, ed. R. Bakker, H.G. Hubbeling, Bussum, Het Wereldvenster, 1982, ISBN 9029306297